# Hans Leonhard Schäufelein

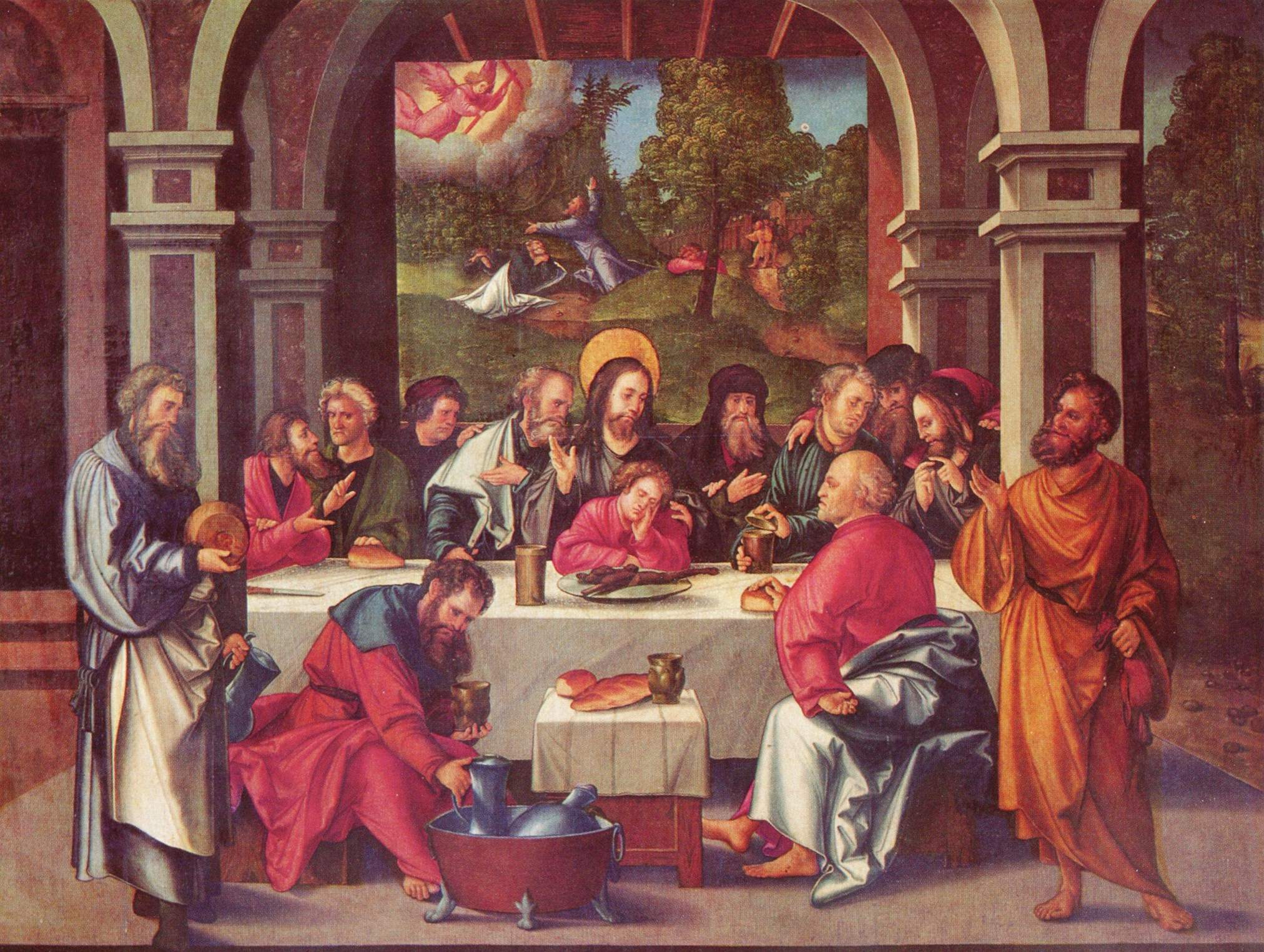
Abendmahl, Hans Leonhard Schäufelein

Hans Leonhard Schäufelein (1480 - 1540) foi um pintor, designer e xilogravurista alemão. 
Nasceu em Nuremberg, provavelmente estudou com Michael Wolgemut e foi ajudante de Dürer. Em 1512, foi para Augsburg e em 1515 mudou-se para Nordlingen. 
Suas primeiras pinturas são o altar da Ober Sankt Veit, perto de Viena (1502), as "Cenas da Vida de Cristo" (Galeria de Dresden), e "São Jerônimo" (Museu Germânico, Nuremberg). 
No período que estava em Nördlingen está sua obra-prima, o chamado "Altar de Ziegler" para a Igreja de São Jorge (1521). Suas xilogravuras mais importantes foram aquelas para o Theuerdank do Imperador Maximiliano. 
Schäufelein criou um baralho em 1535, considerado como o ponto alto da produção de baralhos na Alemanha no século XVI. 